# Khadija Benguenna
 (août 2011).
Si vous disposez d'ouvrages ou d'articles de référence ou si vous connaissez des sites web de qualité traitant du thème abordé ici, merci de compléter l'article en donnant les références utiles à sa vérifiabilité et en les liant à la section « Notes et références ».
Pour les articles homonymes, voir Khadija.
Khadija Benguenna, née en 1965 à M'sila, est une journaliste algérienne de la chaîne d'information arabe Al Jazeera, et anciennement à Télévision Algérienne.

## Biographie

### Enfance et formation
Khadija Benguenna est diplômée de l'Institut des Sciences politiques et de l'Information (ISPI) de l'Université d'Alger et, après un séjour en France, a fait ses débuts à la télévision algérienne en 1986.

### Carrière
En 1992, elle quitte l'Algérie pour la Suisse où elle travaille à Radio suisse internationale, à Berne. Elle part en 1996 rejoindre l'équipe d'Al Jazeera au Qatar. "Elle se met à porter le voile une fois installée au Qatar" date pas exact ? référence nécessaire. Elle y présente les actualités politiques internationales et anime divers programmes politiques, sociaux et religieux, ce qui lui permet d'interviewer de nombreux acteurs du monde politique dont Dominique de Villepin, Mouammar Khadafi ou Mahmoud Ahmadinejad, et d'autres personnes célèbres comme Ahmed Zewail ou Carla Bruni-Sarkozy.
En 2007, le magazine Forbes la classe comme l'une des dix femmes les plus influentes du monde arabe. En 2008, elle reçoit le prix des femmes des médias arabes.

## Prises de positions
Khadidja Benguenna s'est fait remarquer à plusieurs reprises pour ses critiques acerbes de la télévision algérienne, du président Abdelaziz Bouteflika et du système politique algérien en général, souhaitant « que l'Algérie, mon pays se révolte aussi ». Elle a aussi exprimé des critiques acerbes sur d'autres régimes et politiciens, que ce soit de pays arabes, comme Khadafi (« un peureux » ou des pays occidentaux (« des hypocrites »). Elle s'est engagée à maintes reprises en faveur de la promotion de la femme, soulignant entre autres l'importance du rôle des femmes dans les médias.
Beaucoup soulignent la qualité de son travail de journaliste, sa maîtrise des sujets abordés, sa présence à l'écran et son courage dans la lutte pour la démocratie et la promotion de la femme. Pour d'autres, sa célébrité serait due principalement à sa beauté physique, son charme et son élégance – notamment sa façon de porter le voile.
Le 18 septembre 2013, l'ancien ambassadeur tunisien auprès de l'UNESCO, Mezri Haddad annonce avoir gagné son procès intenté par Khadija Bouguena devant le tribunal de grande instance de Paris.
En avril 2019, elle dénonce l'absence d'obsèques officielles en Algérie lors du décès d'Abassi Madani, s'attirant en retour de nombreuses critiques.